# Kurt Kaindl

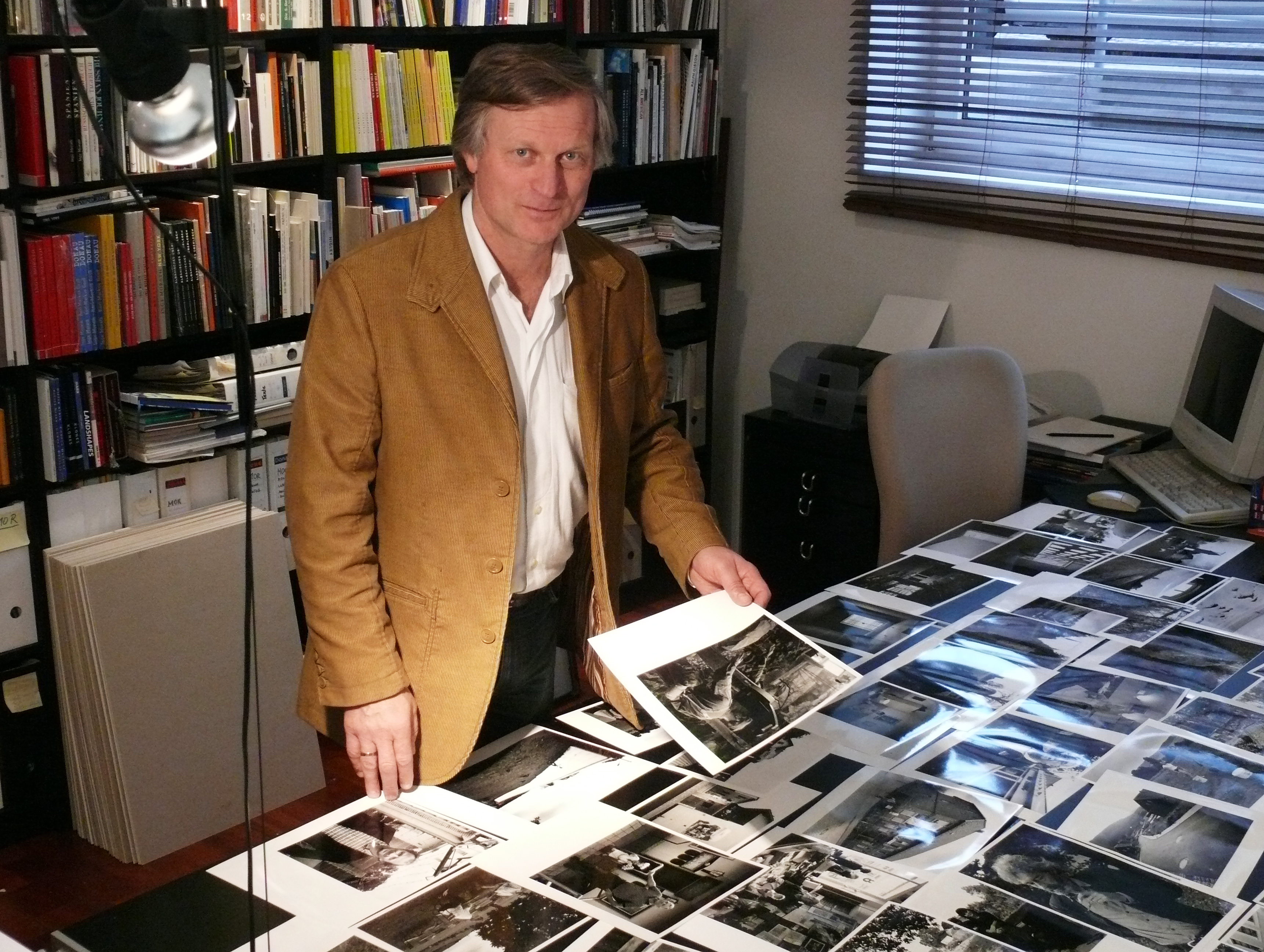
Kurt Kaindl (2009). Foto aufgenommen von Walter Spielmann

Kurt Kaindl (* 1954 in Gmunden) ist ein österreichischer Fotograf, Herausgeber und Kurator. Er lebt und arbeitet in Salzburg.

## Leben und Karriere
Kurt Kaindl studierte Germanistik und Kommunikationswissenschaft an der Universität Salzburg und promovierte 1983 zum Dr. phil.; nebenbei absolvierte er eine fotografische Ausbildung am Salzburg College. 1981 war er Gründungsmitglied der Salzburger Galerie Fotohof. Seit 1990 ist er Herausgeber der Edition Fotohof im Otto Müller Verlag, einer Bildbandreihe zur künstlerischen Fotografie, mit Büchern von Inge Morath, Stefan Kruckenhauser, Karl-Markus Gauß und Reinhart Mlineritsch.
Im Rahmen der Buchprojekte Die unbekannten Europäer und Der Rand der Mitte besuchten Kaindl und der österreichische Schriftsteller Karl-Markus Gauß kaum bekannte, meist existentiell bedrohte europäische Volksgruppen: die Aromunen, Arbëresh, Sepharden, Sorben, Gottscheer, Assyrer, Memeldeutschen, Tataren in Litauen, Zipser, Zimbern, Degesi und die Schwarzmeerdeutschen in der Ukraine. Die Bilder dieser Projekte wurden unter anderem in Dresden, Salzburg, Washington, D.C., Wien, Budapest, Bukarest und Hongkong ausgestellt.
Mit dem 2008 begonnenen Langzeitprojekt „Reisen im Niemandsland“ dokumentiert Kaindl die Entwicklung der innereuropäischen Grenzregionen des ehemaligen Eisernen Vorhangs, fotografiert „die durch das ausgedehnte Niemandsland entstandene Landschaft, die verbliebenen, aber auch zerstörten Siedlungen und vor allem die Menschen, die immer noch oder jetzt erst wieder an dieser Grenze leben.“ Ausgestellt wurden die Schwarzweiß-Fotografien mit ausführlichen Bildtexten unter anderem in Attersee am Attersee (2014), Wien (2009) und im Landesmuseum Linz (2014).

## Publikationen

### Fotografisches Werk
- 1986 Heinz Cibulka, Kurt Kaindl; Harald Waitzbauer. Innergebirg. Wege in die Tauern. Salzburg: Edition Fotohof.
- 1988 Kurt Kaindl, Harald Waitzbauer. Würzmühle. Industriearchäologie aus dem oberen Waldviertel. Salzburg: Edition Fotohof im Otto Müller Verlag.
- 1997 Kurt Kaindl, Hans Eichhorn. Abfischen. Salzburg: Edition Fotohof im Otto Müller Verlag. ISBN 3-7013-0953-1.
- 2002 Kurt Kaindl, Karl-Markus Gauß. Die unbekannten Europäer. Salzburg: Edition Fotohof im Otto Müller Verlag. ISBN 978-3-7013-1060-9.
- 2006 Kurt Kaindl, Karl-Markus Gauß. Der Rand der Mitte. Salzburg: Edition Fotohof im Otto Müller Verlag. ISBN 978-3-7013-1115-6.
- 2009 Kurt Kaindl, Karl-Markus Gauß. Reisen im Niemandsland. Salzburg: Edition Fotohof im Otto Müller Verlag. ISBN 978-3-7013-1162-0.
- 2015 Brita Steinwendtner [Hg.]: Die Berge. Der Hof. Das Bleiben, Fotos und Geschichten. Bilder von Andrea Eidenhammer und Kurt Kaindl. Neukirchen/Großvenediger: Tauriska Verlag. ISBN 978-3-901257-47-6.[16]
- 2017 Orte der Erinnerung. in: ÖsterreichBilder. Salzburg: FOTOHOF edition. ISBN 978-3-902993-50-2.[17][18]
- 2020 Ein Spanisches Fest. Salzburg: FOTOHOF edition. ISBN 978-3-903334-06-9.
- 2023 Nach der Arbeit. Im Haus von Inge Morath. Mit einem Text von Karl-Markus Gauß. Salzburg: FOTOHOF>EDITION. ISBN 978-3-903334-59-5

### Als Herausgeber monographischer Bildbände
- 1990 Harald P. Lechenperg. Pionier des Fotojournalismus 1929–1937. Salzburg: Otto Müller Verlag. ISBN 3-7013-0801-2.
- 1992 Inge Morath. Fotografien 1952–1992. Salzburg: Otto Müller Verlag, 1992 und 2000. ISBN 978-3-7013-0978-8.
- 1993 Karl Heinrich Waggerl: Frauenmantel. Salzburg: Otto Müller Verlag. ISBN 3-7013-0866-7.
- 2003 Stefan Kruckenhauser. In weiten Linien. Das fotografische Lebenswerk. Salzburg: Otto Müller Verlag. ISBN 978-3-7013-1077-7.
- 2011 Gerti Deutsch. Fotografien 1935-1965. Salzburg: FOTOHOF edition. ISBN 978-3-902675-55-2.
- 2017 Heinz Cibulka. Analoge / digitale Bildgedichte und Collagen. Salzburg: FOTOHOF edition. ISBN 978-3-902993-48-9.[19]
- 2018 Werner Schnelle. Unikate. Analoge Fotoarbeiten. Salzburg: FOTOHOF edition. ISBN 978-3-902993-60-1.[20]

### Weitere Literatur
- 2009 Die Bewahrung des Augenblicks als Einladung zur Interpretation von Wirklichkeit – Kurt Kaindl im Gespräch mit Walter Spielmann. In: Walter Spielmann. Die Einübung des anderen Blicks. Gespräche über Kunst und Nachhaltigkeit. Salzburg: Robert-Jungk-Bibliothek für Zukunftsfragen, Österreichisches Lebensministerium.

## Preise
- 2018 Oberösterreichischer Landeskulturpreis für Fotografie[21][22]